# 데미소다
데미소다는 동아오츠카에서 판매하고 있는 과일 맛 청량 음료이다.

## 맛
- 사과 맛
- 오렌지 맛
- 레몬 맛
- 복숭아 맛
- 청포도 맛
- 자몽 맛

## 용기
- 캔: 250ml
- PET: 1.5L, 340ml

## 같이 보기
- 동아오츠카
- 오란씨
- 아일락